# 서그스 오브 힌두스탄
서그스 오브 힌두스탄(Thugs of Hindostan)은 인도에서 제작된 비제이 크리시나 아차리아 감독의 2018년 액션, 모험 영화이다. 아미르 칸 등이 주연으로 출연하였다.

## 출연

### 주연
- 아미르 칸
- 카트리나 카이프
- 아미타브 밧찬
- 파티마 사나 셰이크

## 같이 보기
- 암살단